# Acacia janzenii
Acacia janzenii är en ärtväxtart som beskrevs av Ebinger och Seigler. Acacia janzenii ingår i släktet akacior, och familjen ärtväxter. Inga underarter finns listade i Catalogue of Life.